# Ульгулі (Іртиський район)
Ульгулі́ (каз. Үлгілі) — село у складі Іртиського району Павлодарської області Казахстану. Входить до складу Іса-Байзаковського сільського округу.

## Населення
Населення — 157 осіб (2021; 257 у 2009, 455 у 1999, 468 у 1989).
Національний склад станом на 1989 рік:
- казахи — 100 %.

## Відомі особистості
В поселенні народився:
- Галимбек Жуматов (* 1952) — казахський письменник, поет, журналіст.